# Apterotettix
Apterotettix is een geslacht van rechtvleugeligen uit de familie doornsprinkhanen (Tetrigidae). De wetenschappelijke naam van dit geslacht is voor het eerst geldig gepubliceerd in 1904 door Hancock.

## Soorten
Het geslacht Apterotettix  is monotypisch en omvat slechts de volgende soort:
- Apterotettix obtusus (Hancock, 1904)